# Avengers (film)
Pour les articles homonymes, voir The Avengers.
Série l'univers cinématographique Marvel
Captain America: First Avenger
(2011) Iron Man 3
(2013)
Série Avengers
Avengers : L'Ère d'Ultron
(2015)
Pour plus de détails, voir Fiche technique et Distribution.
Avengers (Marvel's The Avengers), ou Les Avengers : Le film au Québec et au Nouveau-Brunswick, est un film de super-héros américain coécrit et réalisé par Joss Whedon, sorti en 2012.
Il se base sur l'équipe de super-héros du même nom (Les Vengeurs en français) apparaissant dans le comic book publié par Marvel Comics. Sixième film de l'univers cinématographique Marvel, il clôt la phase une.
Les interprètes des six Avengers sont Robert Downey Jr., Chris Evans, Chris Hemsworth, Scarlett Johansson, Jeremy Renner et Mark Ruffalo. Dans ce premier des quatre films de la série Avengers, Iron Man, Captain America, Thor, Hulk, Clint Barton et Natasha Romanoff doivent tenter de travailler en équipe afin d'empêcher le frère adoptif de Thor, Loki, d'envahir la Terre.
Le film reçoit des critiques positives par la presse et établit plusieurs records au box-office américain, parmi lesquels le meilleur premier week-end d'exploitation en Amérique du Nord. Le film est également le plus rapide à atteindre les 1 milliard de dollars de recettes. Il récolte au total 1,519 milliard de dollars, faisant de lui un des plus gros succès du box-office mondial. Il reste 12 ans dans le top 10 des plus gros succès du box-office mondial, avant d'être détrôné par Vice-versa 2.

## Synopsis
Un an après avoir été exilé d'Asgard, Loki, le frère de Thor, s’allie avec « l'Autre », le chef d'une race extraterrestre : les Chitauris. L'Autre souhaite s'emparer du Tesseract, qui est actuellement sur Terre. Avec l'aide de l'armée des Chitauris, Loki pourra prendre le contrôle de cette planète en échange du Tesseract. Loki se voit confier un sceptre qui l'aidera dans sa mission.
Sur Terre, dans le désert des Mojaves, Nick Fury arrive dans un centre de recherche du SHIELD et de la NASA, le Centre de Mission Conjoint d'Énergie Noire, lors d'une évacuation. L'équipe du Dr Erik Selvig travaille sur le Tesseract. Alors que les scientifiques cherchent à comprendre les soudaines variations énergétiques du Tesseract, celui-ci se met brutalement à rayonner et à la suite d'une décharge brutale ouvre un portail à travers l'espace. Apparaît alors Loki, qui, grâce au sceptre, cause de gros dégâts et tue plusieurs agents avant d'envoûter l'un d'eux, Clint Barton, ainsi que le Dr Selvig. Tous trois s'enfuient avec le Tesseract malgré les efforts de l'agent Maria Hill. C'est alors que le centre s'écroule dans un gigantesque cataclysme créé par le Tesseract, ne laissant finalement qu'un gigantesque cratère. Fury parvient à s'échapper avec la majeure partie de son équipe, mais il n'a pu empêcher Loki, Selvig et Barton de s'enfuir avec le Tesseract.
Fury prend la décision de réactiver le projet Initiative des Avengers afin de récupérer le Tesseract et mettre fin aux plans de Loki. Natasha Romanoff — alias Black Widow — est envoyée à Calcutta pour recruter le Dr Bruce Banner alias Hulk, tandis que l'agent Phil Coulson rend visite à Tony Stark alias Iron Man à New York et que Fury s'entretient avec Steve Rogers alias Captain America. L'équipe est rassemblée à bord de l'Héliporteur, un porte-avions capable de voler, et travaille sur un moyen de localiser le Tesseract. Alors que Loki cherche à dominer la population incrédule et apeurée de Stuttgart en Allemagne pendant que ses hommes subtilisent un morceau d'iridium, Rogers et Stark le capturent sur place, appuyés par Romanoff et l'emmènent en captivité sur l'héliporteur. L'équipe est rejointe par Thor, renvoyé sur Terre un an après son bannissement pour ramener Loki à Asgard. Stark défie Thor pour l'empêcher de partir avec Loki avant d'avoir retrouvé le Tesseract et Rogers arrive à son tour. Thor s'en prend à Rogers, et après une nouvelle mesure du rapport de forces, ils décident d'arrêter ce combat inutile.
De retour dans l'Héliporteur, de profonds désaccords semblent diviser les membres de l'équipe et chacun essaye de justifier sa place à bord quand Loki, interrogé par Romanoff, révèle par erreur une partie de son plan : il projette de réveiller Hulk en faisant brutalement attaquer le vaisseau par un commando mené par Barton. Son plan fonctionne, car Loki parvient non seulement à s'évader, tuant au passage l'agent Coulson, mais surtout à endommager le vaisseau par l'intermédiaire de Hulk rendu fou furieux et qui s'est battu contre Thor.
Romanoff réussit malgré tout à assommer et capturer Barton, et celui-ci revient à la raison. Fury utilise la mort de Coulson pour souder l'équipe, qui réalise qu'elle n'a d'autre choix que de collaborer étroitement sous le nom des Avengers pour mettre un terme aux plans de Loki. Ayant finalement localisé l'endroit où le portail sera ouvert, à l'emplacement de la tour Stark en plein Manhattan, les Avengers arrivent trop tard pour empêcher le portail d'être ouvert et les Chitauris d'envahir la ville.
S'ensuit alors un combat titanesque dans les rues de Manhattan, chacun parvenant à repousser les vagues de Chitauris, mais ceux-ci sont trop nombreux. Dans un mouvement désespéré, le Conseil de sécurité mondiale ordonne au SHIELD d'atomiser l'île de Manhattan pour éradiquer les Chitauris. Selvig, libéré du contrôle de Loki, révèle à Natasha que le sceptre de Loki peut être utilisé pour fermer le portail. Stark intercepte de justesse le missile et, grâce à son armure, parvient à le guider jusqu'à travers le portail et l'accompagne dans l'espace. Le missile détruit le vaisseau-mère des Chitauris et ces derniers meurent. Tandis que Stark manque de puissance et retombe vers la Terre, Romanoff parvient à refermer le portail grâce au sceptre. Stark le franchit inconscient et d'extrême justesse ; Hulk parvient à l'attraper dans sa chute. La Terre est sauvée. Thor quitte la Terre avec Loki grâce au Tesseract pour rejoindre Asgard. Les Avengers partent chacun de leur côté et Fury, persuadé que chaque membre reviendra si jamais une nouvelle menace apparaît, décide de ne pas les suivre à la trace comme il l'avait fait dans le passé.
Scène inter-générique
Pendant ce temps dans l'espace, l'Autre explique à son maître que les humains ne sont pas les couards que Loki avait promis et qu'il est impossible de les asservir. Selon lui, défier les humains, c'est s’exposer à la mort. On découvre alors le visage de celui qui fut l'instigateur de ce chaos orchestré depuis le début : Thanos, qui sourit dès qu'il entend le mot « mort ».
Scène post-générique
Dans un restaurant dévasté à la suite de l'attaque Chitauri, à la suite de l'invitation de Stark, les Avengers, épuisés, mangent des Chawarmas, sans dire un mot.

## Fiche technique
Sauf indication contraire, les informations mentionnées dans cette section peuvent être confirmées par les bases de données cinématographiques IMDb et Allociné,  présentes dans la section « Liens externes ».
- Titre original : Marvel's The Avengers
- Titre français : Avengers
- Titre québécois : Les Avengers : Le film[2]
- Réalisation : Joss Whedon
- Scénario : Joss Whedon, d'après une histoire de Zak Penn et Joss Whedon, basée sur les personnages créés par Jack Kirby et Stan Lee
- Musique : Alan Silvestri
- Direction artistique : Gregory S. Hooper, Benjamin Edelberg, Jann K. Engel, William O. Hunter, Richard L. Johnson et Randy Moore
- Décors : James Chinlund (en)
- Costumes : Alexandra Byrne
- Photographie : Seamus McGarvey
- Son : Christopher Boyes, Lora Hirschberg, Frank E. Eulner (en), Mark Lindauer, Steve Schatz
- Montage : Lisa Lassek et Jeffrey Ford (en)
- Production : Kevin Feige
  - Production déléguée : Jon Favreau, Stan Lee, Victoria Alonso (en), Louis D'Esposito (es), Alan Fine, Jeremy Latcham et Patricia Whitcher
- Société de production : Marvel Studios, en association avec Paramount Pictures
- Société de distribution : Walt Disney Studios Motion Pictures
- Budget : 220 millions de $[3]
- Pays de production :  États-Unis
- Langues originales : anglais, russe, hindi
- Format[4] : couleur (DeLuxe) - 35 mm / D-Cinema - 1,85:1 (Panavision) - son Datasat | Dolby Digital | Dolby Surround 7.1 | SDDS | Sonics-DDP | Auro 11.1 | Dolby Atmos
- Genre : action, aventures, science-fiction, super-héros
- Durée : 142 minutes
- Dates de sortie[5] :
  - États-Unis : 11 avril 2012 (première mondiale à Los Angeles)[6] ; 28 avril 2012 (Festival du film de Tribeca) ; 4 mai 2012 (Santa Catalina Film Festival et sortie nationale simultanée) ; 31 août 2018 (ressortie en version IMAX) ; 12 novembre 2019 (sortie sur Disney+)
  - France, Belgique, Suisse romande : 25 avril 2012[7],[8]
  - Québec : 4 mai 2012[2]
- Classification[9] :
  - États-Unis : accord parental recommandé, film déconseillé aux moins de 13 ans (PG-13 - Parents Strongly Cautioned)[Note 2]
  - France : tous publics (conseillé à partir de 8 ans)[10],[11]
  - Belgique : tous publics (Alle Leeftijden)[7]
  - Suisse romande : interdit aux moins de 12 ans[12]
  - Québec : tous publics - déconseillé aux jeunes enfants (G - General Rating)[2]

## Distribution
- Chris Evans (VF : Maël Davan-Soulas ; VQ : Alexandre Fortin) : Steve Rogers / Captain America
- Robert Downey Jr. (VF : Bernard Gabay ; VQ : Daniel Picard) : Tony Stark / Iron Man
- Mark Ruffalo (VF : Rémi Bichet ; VQ : Sylvain Hétu) : Bruce Banner / Hulk
- Chris Hemsworth (VF : Adrien Antoine ; VQ : Martin Desgagné) : Thor
- Scarlett Johansson (VF : Julia Vaidis-Bogard ; VQ : Camille Cyr-Desmarais) : Natasha Romanoff / Black Widow
- Jeremy Renner (VF : Jérôme Pauwels ; VQ : Antoine Durand) : Clint Barton / Hawkeye
- Tom Hiddleston (VF : Alexis Victor ; VQ : Frédéric Millaire-Zouvi) : Loki
- Samuel L. Jackson (VF : Thierry Desroses ; VQ : Éric Gaudry) : Nick Fury, directeur du SHIELD
- Clark Gregg (VF : Jean-Pol Brissart ; VQ : François Godin) : Phil Coulson, agent du SHIELD
- Cobie Smulders (VF : Laura Blanc ; VQ : Ariane-Li Simard-Côté) : Maria Hill, agent du SHIELD
- Stellan Skarsgård (VF : Jacques Frantz ; VQ : Denis Mercier) : Dr Erik Selvig
- Gwyneth Paltrow (VF : Barbara Kelsch ; VQ : Mélanie Laberge) : Pepper Potts
- Lou Ferrigno : Hulk (voix originale et non-crédité)
- Jenny Agutter (VQ : Anne Bédard) : une membre du conseil de sécurité mondiale
- Jerzy Skolimowski : Georgi Luchkov
- Alexis Denisof (VF : Patrick Béthune ; VQ : Denis Gravereaux) : l'Autre
- Harry Dean Stanton (VF : Bernard Tiphaine ; VQ : Denis Michaud) : le gardien du hangar détruit
- Paul Bettany (VF : Philippe Faure ; VQ : Daniel Roy) : JARVIS, l'ordinateur-assistant de Tony Stark (voix)
- Maximiliano Hernandez : l'agent Jasper Sitwell
- Powers Boothe (VF : Vincent Grass) : Gideon Malick, un membre du Conseil de sécurité mondiale
- Ashley Johnson : Beth
- Stan Lee : un homme critiquant les Avengers en interview (caméo)
- Damion Poitier (en) : Thanos (caméo, scène inter-générique)
- Natalie Portman : Jane Foster (caméo photographique, non créditée)
- Hugo Weaving : Johann Schmidt / Crâne rouge (flashback, non crédité)
- Hayley Atwell (VF : France Renard) : Peggy Carter (voix, non créditée)
- Alicia Sixtos (VF : Valérie Siclay) : un agent du SHIELD
Version française
  - Studio de doublage : Dubbing Brothers[13]
  - Direction artistique : Hervé Bellon
  - Adaptation : Philippe Videcoq

Photos des acteurs principaux
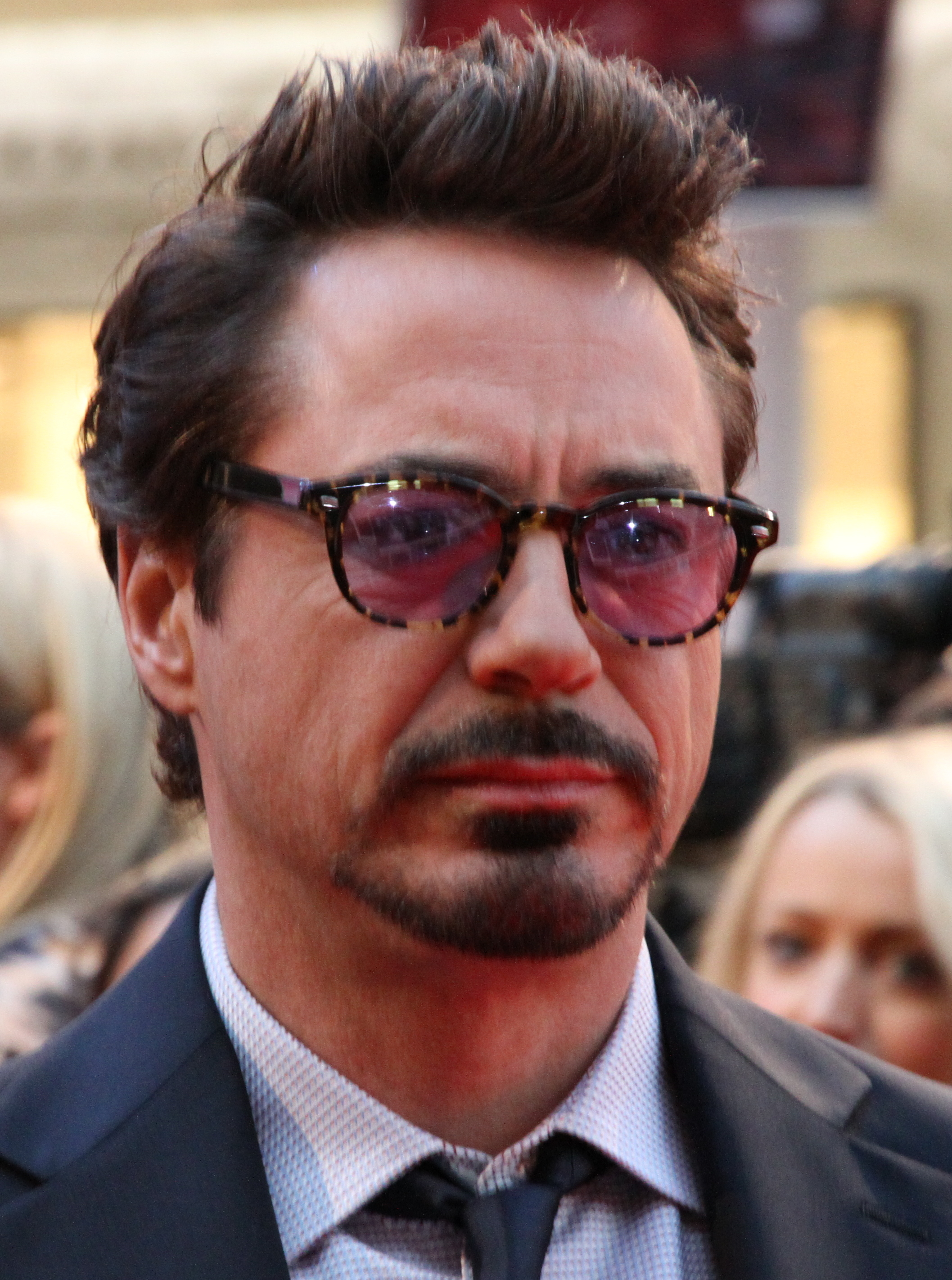
Robert Downey Jr.
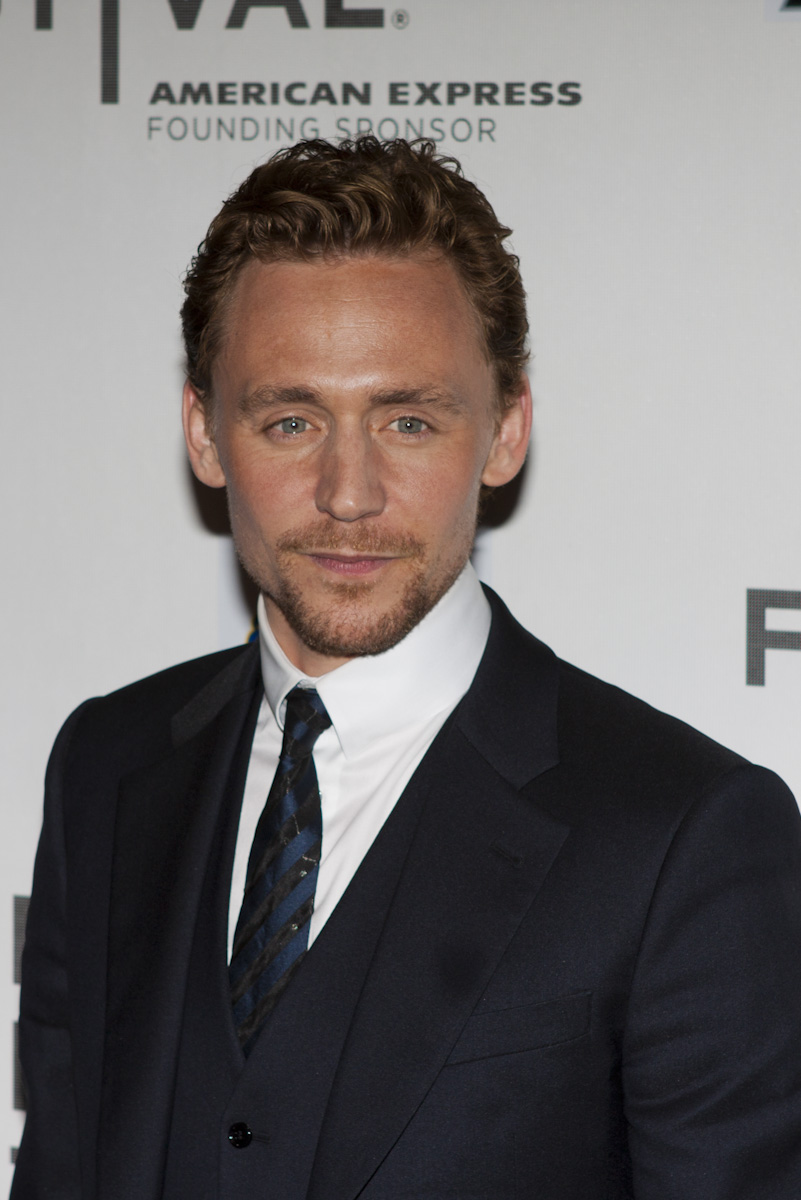
Tom Hiddleston
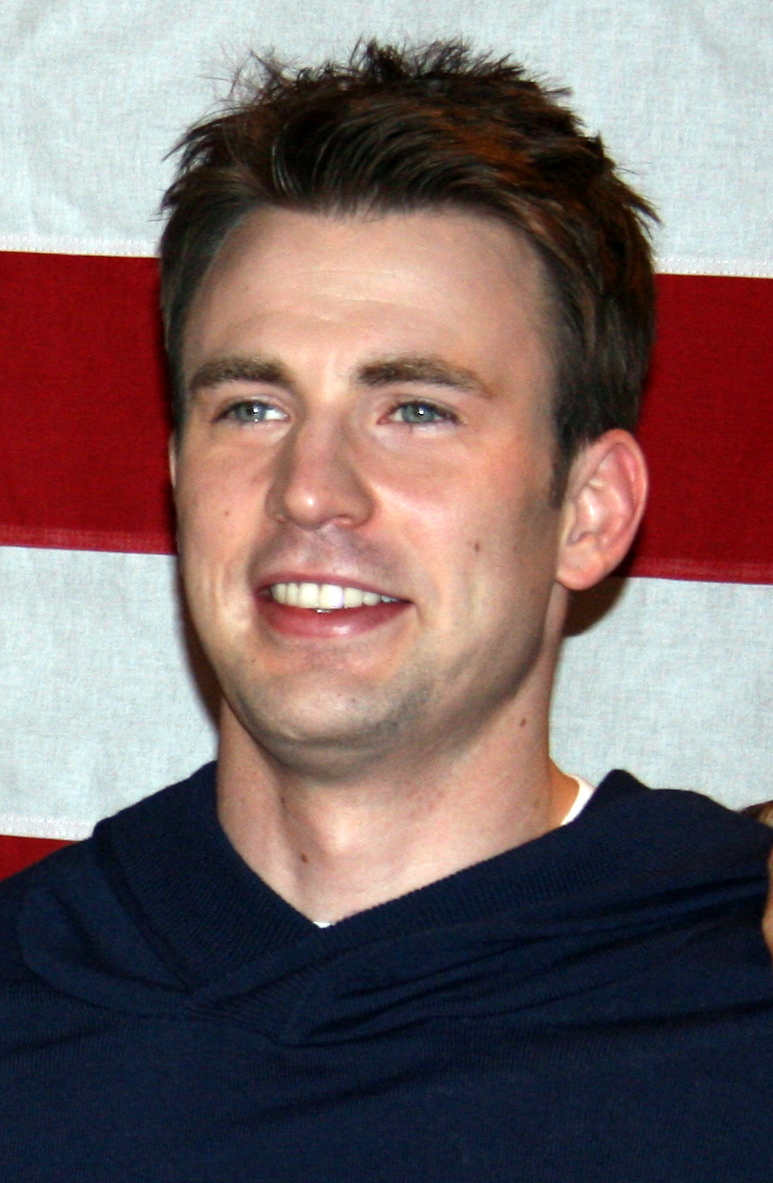
Chris Evans
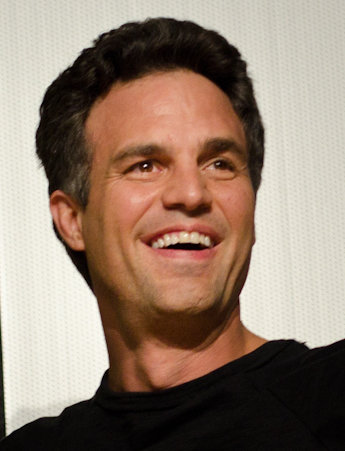
Mark Ruffalo
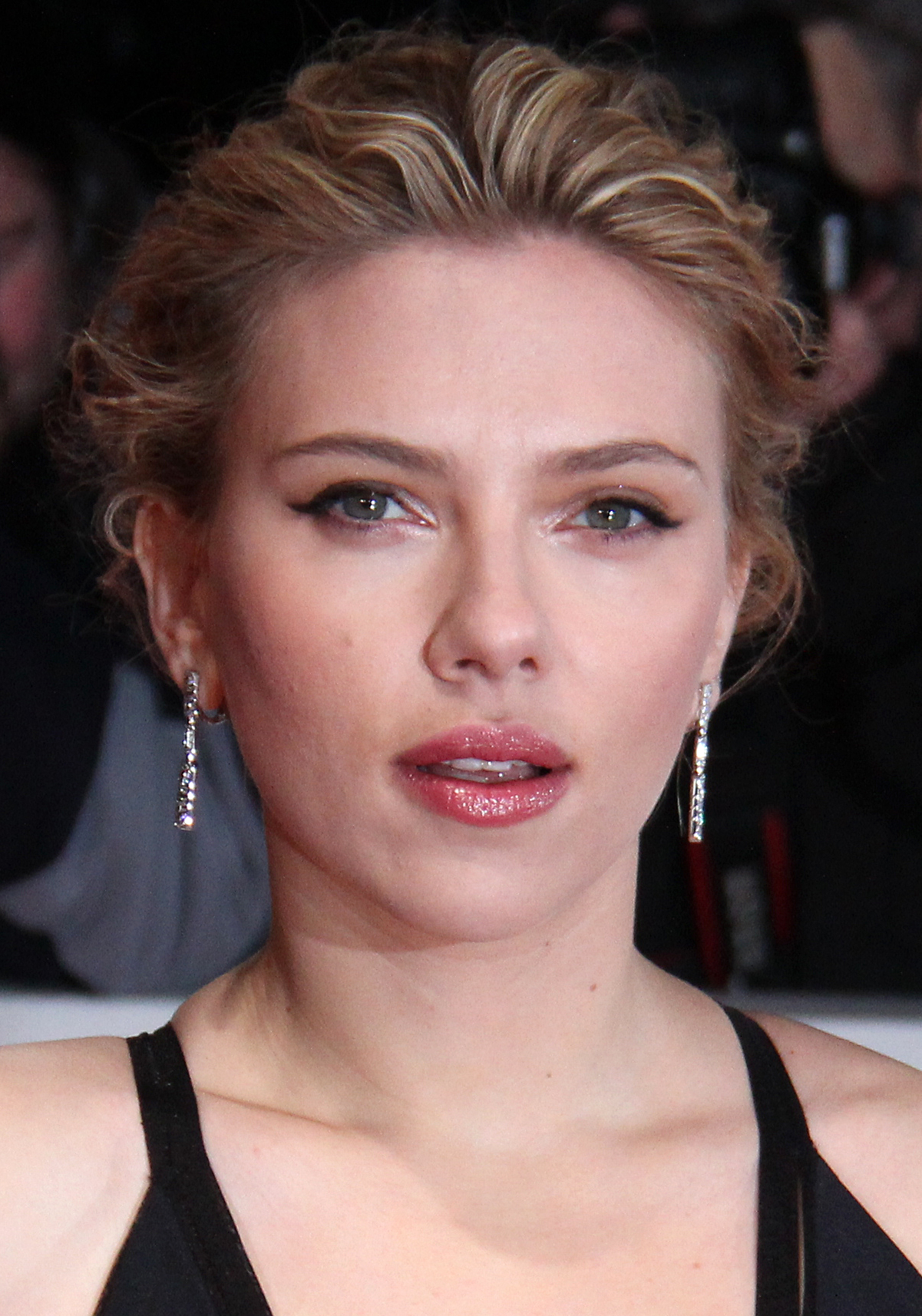
Scarlett Johansson
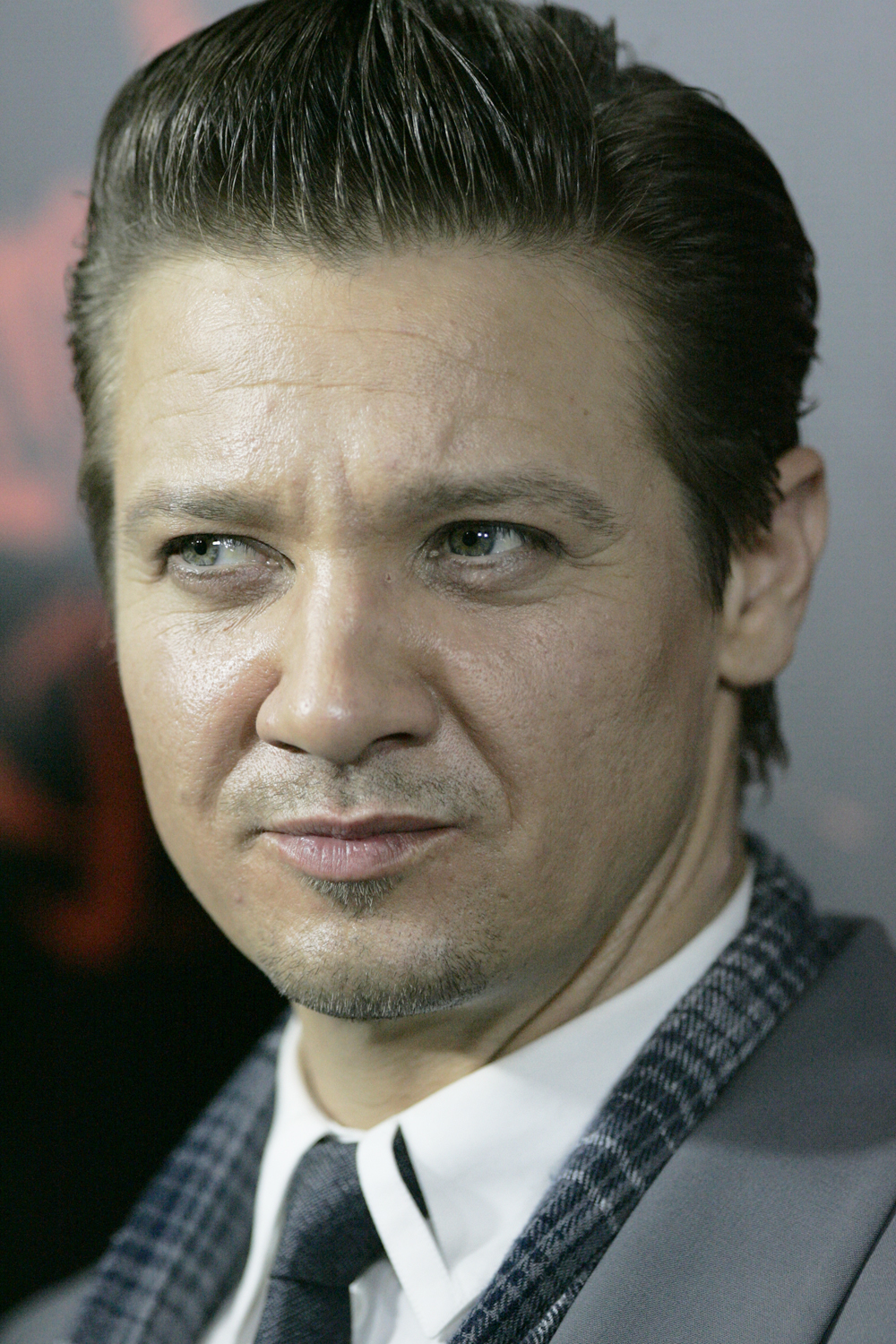
Jeremy Renner
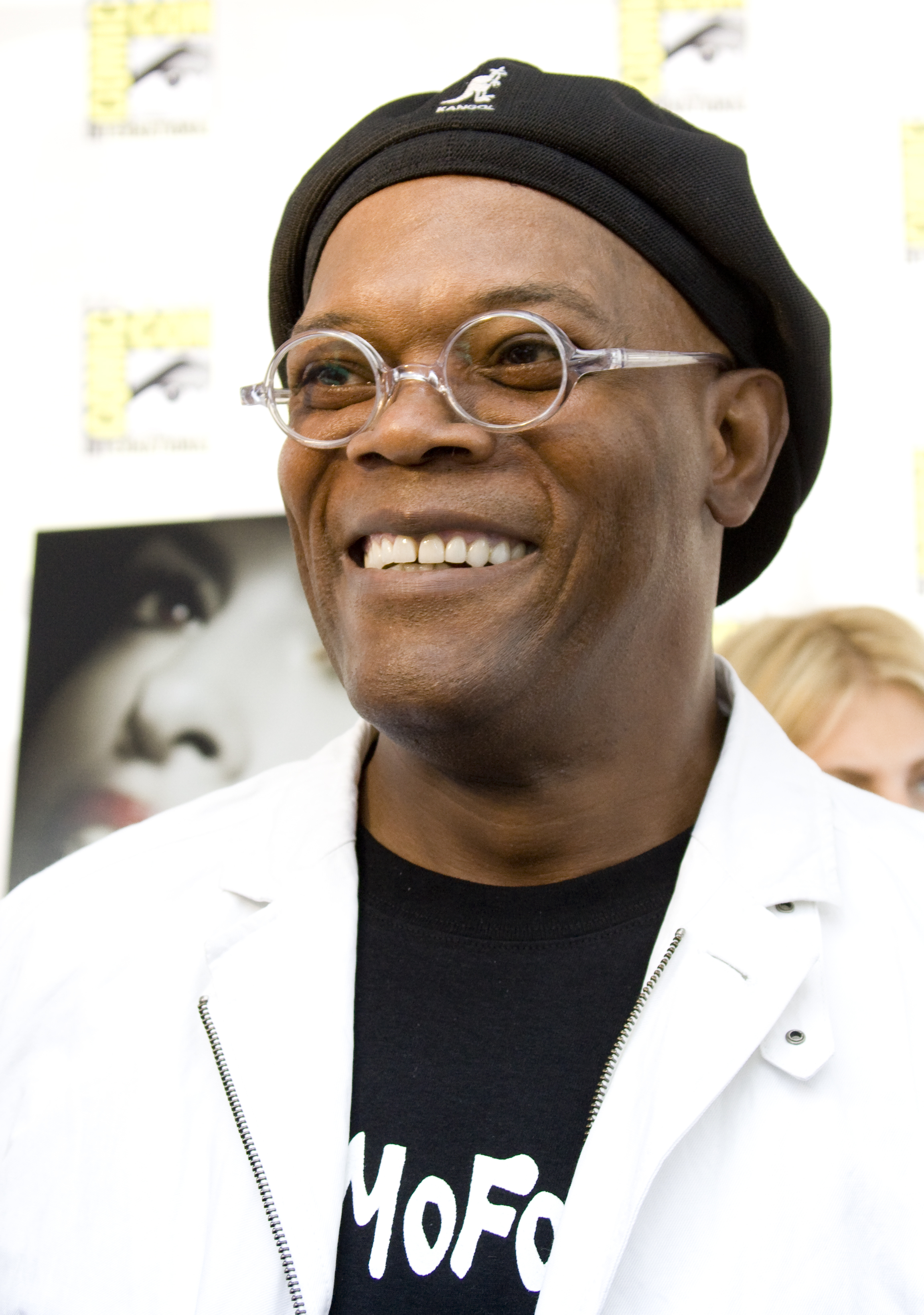
Samuel L. Jackson
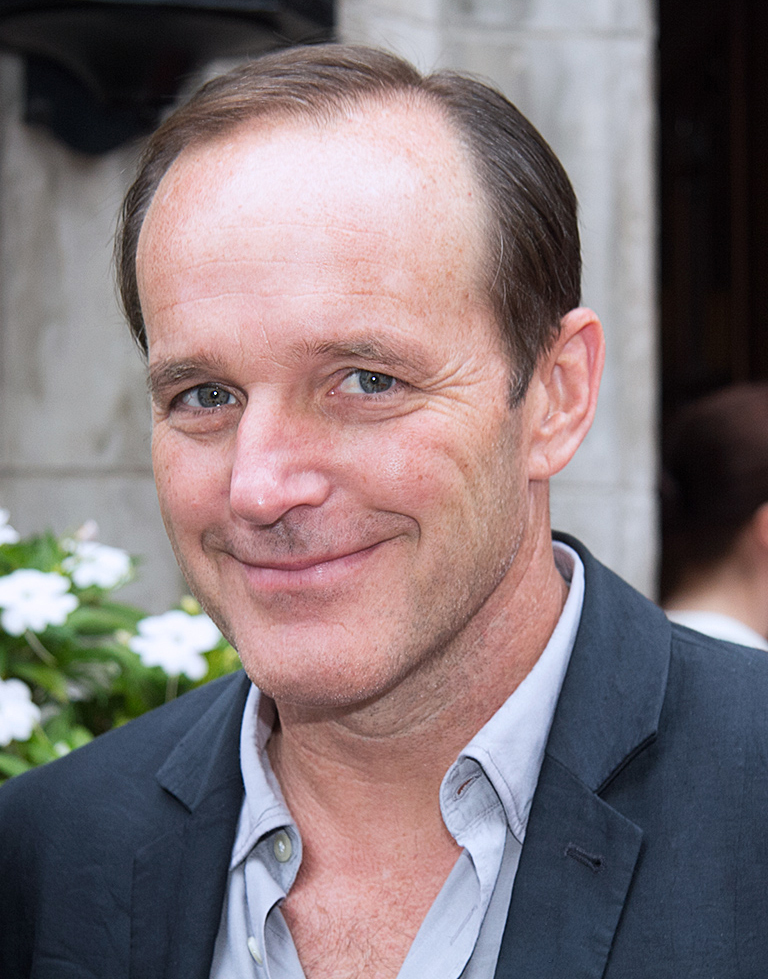
Clark Gregg

## Production

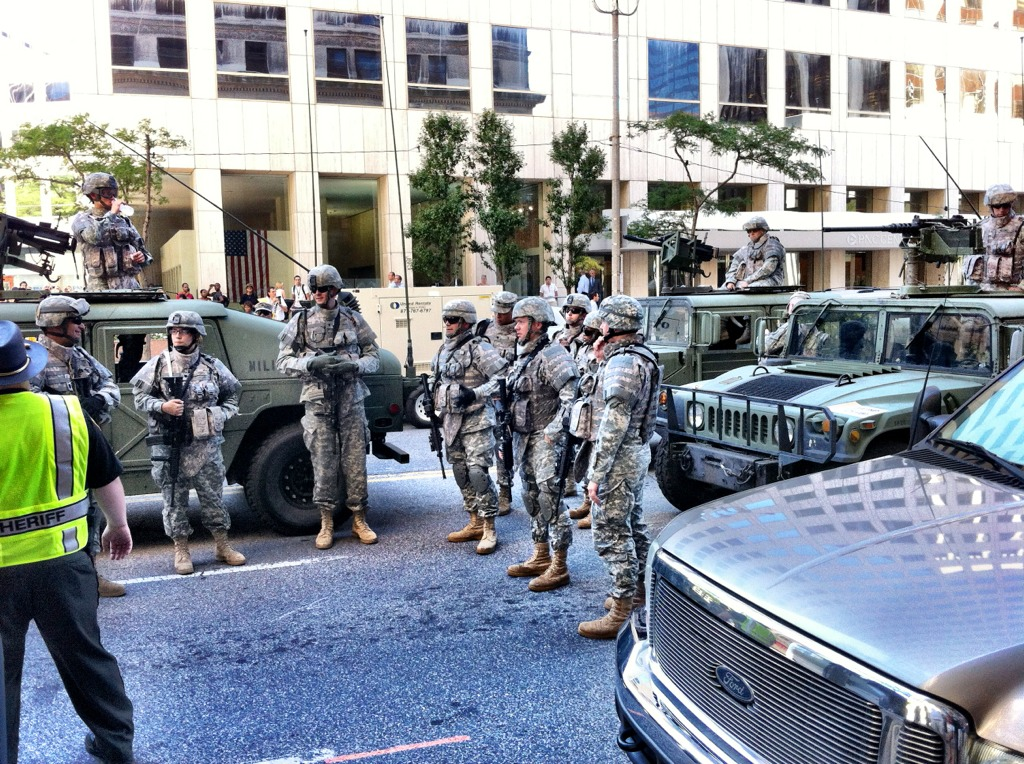
Des soldats de réserve de l'armée affectés au bataillon de police militaire basé à Columbus, dans l'Ohio, attendent la prochaine scène lors du tournage du film Avengers.

### Genèse et développement
L'équipe des Vengeurs a débuté dans le comic The Avengers #1 en Décembre 1963. Le groupe s'est formé lors d'un conflit avec Hulk qui était manipulé par Loki.
Dans les comics, l'Homme-fourmi (Ant-Man) et la Guêpe (Wasp) font aussi partie des membres fondateurs de l'équipe. Ils ne sont pas présents dans le film. Des stars, comme Eva Longoria et Adrien Brody, ont formulé leur intérêt pour ces deux rôles et effectué des démarches auprès de Marvel,.
Les dernières adaptations des comics Marvel que sont Iron Man, L'Incroyable Hulk, Iron Man 2, Thor et Captain America: First Avenger semblent davantage inspirées de l'univers des Ultimates avec aussi quelques éléments de l'univers original, une version modernisée des Avengers.
Dans le numéro 2 du comics Ultimates, plusieurs héros parlent d'un hypothétique film sur leurs aventures en mangeant une pizza. Nick Fury dit que Brad Pitt devrait jouer le rôle de Captain America, et affirme sans hésitation qu'il ne voit que Samuel L. Jackson pour interpréter son propre rôle (ce qui est actuellement le cas). À cette époque, Fury était justement dessiné sous les traits de cet acteur. À ce sujet, une scène post-générique fait un clin d'œil au comics, elle montre les six super héros assis à une table d'un restaurant de shawarmas en train de manger, sans parler.

### Développement
En avril 2005, le président de Marvel Studios Avi Arad annonce le projet de développer un film autour des Vengeurs. Le développement commence lorsque Marvel Studios a reçu un prêt de la part de Merrill Lynch,. Le studio envisage cependant de produire dans un premier temps les films présentant de manière séparée chaque super-héros. En juillet 2007, Zak Penn, scénariste de L'Incroyable Hulk, est engagé pour écrire le script du projet The Avengers. Avec le succès du film Iron Man en mai 2008, Marvel a annoncé qu'Avengers sortirait en juillet 2011. Avec la signature de Scarlett Johansson en mars 2009, la sortie du film est repoussée jusqu'en 2012. Whedon arrive sur le plateau en avril 2010 et réécrit le scénario de Zak Penn. La production commence en avril 2011 à Albuquerque, au Nouveau-Mexique, avant de déménager à Cleveland, en Ohio en août de la même année, puis à New York en septembre. Le film a été converti en 3D en postproduction.

### Attribution des rôles
Les studios Marvel ont décidé qu'Edward Norton ne reprendrait pas son rôle de Bruce Banner après L'Incroyable Hulk (2008). L'acteur est remplacé par Mark Ruffalo, décision qui fut vivement critiquée par certains fans sur Internet.

### Tournage
Le tournage a débuté le 25 avril 2011 à Albuquerque au Nouveau-Mexique. D'autres scènes seront tournées à Los Angeles et dans l'État du Michigan.
Le 2 mai 2011, le tournage est interrompu après le vol du script de Samuel L. Jackson et la diffusion de celui-ci sur Internet. Une partie du scénario est alors réécrite.

## Musique
Deux albums sortent simultanément le 1er mai 2012 sous le titre Avengers Assemble : l'un sous-titré Original Motion Picture Soundtrack et contenant la musique originale d'Alan Silvestri pour le film, et l'autre sous-titré Music from and Inspired by the Motion Picture et contenant une sélection de chansons en rapport avec le film. Deux titres de ce dernier album sont exploités en singles digitaux[Quoi ?] pour sa promotion : Live to Rise (en) par Soundgarden le 17 avril, et Comeback par Redlight King (en) le 4 juin.

### Avengers Assemble: Original Motion Picture Soundtrack
Bandes originales de l'Univers cinématographique Marvel
Captain America: First Avenger
(2011) Iron Man 3
(2013)
Alan Silvestri compose la musique du film. Il avait déjà réalisé celle du précédent film de l'Univers cinématographique Marvel, Captain America: First Avenger.
Toutes les chansons sont écrites et composées par Alan Silvestri.
| Version numérique de l'album | Version numérique de l'album | Version numérique de l'album | Version numérique de l'album | Version numérique de l'album | Version numérique de l'album | Version numérique de l'album | Version numérique de l'album | Version numérique de l'album | Version numérique de l'album |
| No                           | Titre                        | Durée                        |                              |                              |                              |                              |                              |                              |                              |
| ---------------------------- | ---------------------------- | ---------------------------- | ---------------------------- | ---------------------------- | ---------------------------- | ---------------------------- | ---------------------------- | ---------------------------- | ---------------------------- |
| 1.                           | Arrival                      | 2:59                         |                              |                              |                              |                              |                              |                              |                              |
| 2.                           | Doors Open from Both Sides   | 2:48                         |                              |                              |                              |                              |                              |                              |                              |
| 3.                           | Tunnel Chase                 | 2:36                         |                              |                              |                              |                              |                              |                              |                              |
| 4.                           | Stark Goes Green             | 2:41                         |                              |                              |                              |                              |                              |                              |                              |
| 5.                           | Helicarrier                  | 2:09                         |                              |                              |                              |                              |                              |                              |                              |
| 6.                           | Subjugation                  | 3:00                         |                              |                              |                              |                              |                              |                              |                              |
| 7.                           | Don't Take My Stuff          | 4:42                         |                              |                              |                              |                              |                              |                              |                              |
| 8.                           | Red Ledger                   | 5:11                         |                              |                              |                              |                              |                              |                              |                              |
| 9.                           | Assault                      | 4:26                         |                              |                              |                              |                              |                              |                              |                              |
| 10.                          | They Called It               | 2:41                         |                              |                              |                              |                              |                              |                              |                              |
| 11.                          | Performance Issues           | 3:35                         |                              |                              |                              |                              |                              |                              |                              |
| 12.                          | Seeing, Not Believing        | 4:25                         |                              |                              |                              |                              |                              |                              |                              |
| 13.                          | Assemble                     | 4:31                         |                              |                              |                              |                              |                              |                              |                              |
| 14.                          | I Got a Ride                 | 4:00                         |                              |                              |                              |                              |                              |                              |                              |
| 15.                          | A Little Help                | 3:14                         |                              |                              |                              |                              |                              |                              |                              |
| 16.                          | One Way Trip                 | 5:50                         |                              |                              |                              |                              |                              |                              |                              |
| 17.                          | A Promise                    | 3:34                         |                              |                              |                              |                              |                              |                              |                              |
| 18.                          | The Avengers                 | 2:03                         |                              |                              |                              |                              |                              |                              |                              |
| 1:04:25                      |                              |                              |                              |                              |                              |                              |                              |                              |                              |

| Version commercialisée en CD | Version commercialisée en CD | Version commercialisée en CD | Version commercialisée en CD | Version commercialisée en CD | Version commercialisée en CD | Version commercialisée en CD | Version commercialisée en CD | Version commercialisée en CD | Version commercialisée en CD |
| No                           | Titre                        | Durée                        |                              |                              |                              |                              |                              |                              |                              |
| ---------------------------- | ---------------------------- | ---------------------------- | ---------------------------- | ---------------------------- | ---------------------------- | ---------------------------- | ---------------------------- | ---------------------------- | ---------------------------- |
| 1.                           | Arrival                      | 2:59                         |                              |                              |                              |                              |                              |                              |                              |
| 2.                           | Doors Open from Both Sides   | 3:29                         |                              |                              |                              |                              |                              |                              |                              |
| 3.                           | Tunnel Chase                 | 4:47                         |                              |                              |                              |                              |                              |                              |                              |
| 4.                           | Interrogation                | 2:38                         |                              |                              |                              |                              |                              |                              |                              |
| 5.                           | Stark Goes Green             | 4:46                         |                              |                              |                              |                              |                              |                              |                              |
| 6.                           | Helicarrier                  | 2:09                         |                              |                              |                              |                              |                              |                              |                              |
| 7.                           | Subjugation                  | 3:40                         |                              |                              |                              |                              |                              |                              |                              |
| 8.                           | Don't Take My Stuff          | 5:06                         |                              |                              |                              |                              |                              |                              |                              |
| 9.                           | Red Ledger                   | 5:10                         |                              |                              |                              |                              |                              |                              |                              |
| 10.                          | Assault                      | 4:25                         |                              |                              |                              |                              |                              |                              |                              |
| 11.                          | They Called It               | 2:41                         |                              |                              |                              |                              |                              |                              |                              |
| 12.                          | Performance Issues           | 4:56                         |                              |                              |                              |                              |                              |                              |                              |
| 13.                          | Seeing, Not Believing        | 4:25                         |                              |                              |                              |                              |                              |                              |                              |
| 14.                          | Assemble                     | 5:21                         |                              |                              |                              |                              |                              |                              |                              |
| 15.                          | I Got a Ride                 | 4:00                         |                              |                              |                              |                              |                              |                              |                              |
| 16.                          | A Little Help                | 3:49                         |                              |                              |                              |                              |                              |                              |                              |
| 17.                          | One Way Trip                 | 5:50                         |                              |                              |                              |                              |                              |                              |                              |
| 18.                          | A Promise                    | 3:34                         |                              |                              |                              |                              |                              |                              |                              |
| 19.                          | The Avengers                 | 2:03                         |                              |                              |                              |                              |                              |                              |                              |
| 1:11:23                      |                              |                              |                              |                              |                              |                              |                              |                              |                              |

### Avengers Assemble: Music from and Inspired by the Motion Picture
| No  | Titre                                          | Auteur                                                                | Interprète(s)           | Durée |
| --- | ---------------------------------------------- | --------------------------------------------------------------------- | ----------------------- | ----- |
| 1.  | Live to Rise                                   | Chris Cornell                                                         | Soundgarden             | 4:40  |
| 2.  | I'm Alive                                      | Brent Smith, Eric Bass, Dave Bassett                                  | Shinedown               | 3:39  |
| 3.  | Dirt and Roses                                 | Tim McIlrath, Joe Principe, Brandon Barnes, Zach Blair                | Rise Against            | 3:14  |
| 4.  | Even If I Could                                | Papa Roach, James Michael                                             | Papa Roach              | 3:16  |
| 5.  | Unbroken                                       | Andy Biersack, Jacob Pitts, Jeremy Ferguson, Blair Daly, Sean Beavan  | Black Veil Brides       | 3:27  |
| 6.  | Breath                                         | Scott Weiland, Doug Grean                                             | Scott Weiland           | 3:17  |
| 7.  | Comeback                                       | Mark Kasprzyk, Wally Gagel, Xandy Barry                               | Redlight King           | 3:39  |
| 8.  | Into the Blue                                  | Gavin Rossdale                                                        | Bush                    | 4:15  |
| 9.  | A New Way to Bleed (Photek Remix)              | Amy Lee, Terry Balsamo                                                | Evanescence             | 4:00  |
| 10. | Count Me Out                                   | Franky Perez, Dave Kushner, Dave Warren, Scott Shriner, Joey Castillo | PusherJones             | 4:37  |
| 11. | Wherever I Go                                  | Josh Todd, Keith Nelson, Steve Dacanay                                | Buckcherry              | 4:13  |
| 12. | From Out of Nowhere (reprise de Faith No More) | Billy Gould, Roddy Bottum                                             | Five Finger Death Punch | 3:23  |
| 13. | Shake the Ground                               | Cherri Bomb, Adam Watts, Gannin Arnold, Andy Dodd                     | Cherri Bomb             | 2:40  |

| 14. | Pistols at Dawn | Sergio Pizzorno | Kasabian | 5:18 |

## Accueil

### Promotion
La bande-annonce est diffusée depuis le 11 octobre 2011. Lors du Super Bowl 2012, une nouvelle bande-annonce a été diffusée.

### Accueil critique
Le site web d'agrégateur d'avis Rotten Tomatoes a fait état d'un taux d'approbation de 92 %, avec une note moyenne de 8,05⁄10, sur 354 commentaires. Le consensus sur le site indique : « Grâce à un scénario qui met en valeur l'humanité de ses héros et à une multitude de décors surpuissants, Avengers est à la hauteur de son battage médiatique et élève la barre pour Marvel au cinéma ». Sur Metacritic, le film a obtenu une note moyenne de 69⁄100 d'après 43 avis, ce qui signifie « avis généralement favorables ».
En France, le film obtient une note moyenne de 4⁄5 sur le site Allociné, à partir de l'interprétation de 25 critiques de presse.
Les spectateurs interrogés pour CinemaScore ont attribué au film une rare note « A + » sur une échelle de « A + » à « F »[réf. nécessaire].

### Box-office
Budgeté à 220 millions de dollars, Avengers rapporte un peu plus de 207 millions dès son premier week-end d'exploitation aux États-Unis et au Canada les 4-6 mai 2012 dans une combinaison de 4 349 salles et rembourse son investissement dès le second. C'est le troisième à sa sortie et le cinquième film le plus rentable de l'histoire en Amérique du Nord (États-Unis et Canada) et au niveau mondial (derrière Avatar, Titanic, Star Wars : Le Réveil de la Force et Jurassic World). Outre le continent nord-américain, le film se comporte particulièrement bien au box-office en Chine (84 000 000 $ de recettes), au Royaume-Uni (77 000 000 $), au Brésil (61 000 000 $), au Mexique (56 000 000 $) ainsi qu'en Australie et en Corée du Sud, pays dans lesquels il dépasse les 50 000 000 $.
En France, le film comptabilise 5 922 tickets vendus lors de sa première séance et 302 370 entrées le jour de sa sortie. Lors du premier week-end, 1 441 080 tickets sont vendus (19 035 088 $ de recettes). À la fin de la première semaine, le film atteint 2 041 362 entrées pour plus de 30 % de parts de marché et une première place au box-office. Il reste une autre semaine en tête du classement 9 dans le top 20[Quoi ?]. À la fin de l'année, 4 505 704 unités ont été vendues, ce qui en fait le 6e film de 2012. Il est le 7e film ayant rapporté le plus d'argent cette année-là dans ce pays avec 37 765 919 $ comptabilisés,.
| Pays ou région      | Box-office        | Date d'arrêt du box-office | Nombre de semaines |
| ------------------- | ----------------- | -------------------------- | ------------------ |
| États-Unis - Canada | 623 357 910 $     | 4 mai 2012                 | 17                 |
| France              | 4 505 704 entrées | 25 avril 2012              | 14                 |
| Chine               | 86 300 000 $      | 6 juin 2012                | ?                  |
| Royaume-Uni         | 80 563 081 $      | 12 août 2012               | 16                 |
| Brésil              | 63 904 007 $      | 4 novembre 2012            | 28                 |
| Mexique             | 61 748 523 $      | 12 août 2012               | 16                 |
| Total mondial       | 1 518 812 988 $   | 4 novembre 2012            | ?                  |

Avengers franchira le palier des 1,5 milliard grâce à une brève ressortie en salles aux États-Unis lors du Labor Day (en septembre 2012, alors que le Blu-Ray est déjà sorti).
Plus tard, la sortie d'Iron Man 3 a permis de connaître un peu plus les détails du contrat entre Paramount et Disney à la suite du rachat de Marvel en 2010. Au 10 mai 2013, Iron Man 3 a déjà récolté 794 millions de dollars en tickets à l'international et selon l'accord d'octobre 2010 lié au rachat de Marvel, Disney reverse 9 % des revenus à Paramount pour Iron Man 3 contre 8 % pour Avengers avec un minimum de 115 millions pour les deux films. La somme initialement promise de 57,5 millions de dollars pour Paramount devient 80 millions si le box-office atteint 1 milliard et 120 millions s’il atteint 1,5 milliard. Avec 1,51 milliard de revenus en mai 2013, Avengers rapporte donc 120,8 millions de dollars à Paramount.

## Distinctions
Entre 2012 et 2013, le film Avengers a été sélectionné 118 fois dans diverses catégories et a remporté 38 récompenses,.

### Année 2012
| Cérémonie ou récompense | Catégorie / Récompense                                          | Nommé(es) / Lauréat(es)                                     | Résultat   |
| ----------------------- | --------------------------------------------------------------- | ----------------------------------------------------------- | ---------- |
| Teen Choice Awards,     | Meilleur film d'action de l'été                                 | The Avengers                                                | Lauréat    |
| Teen Choice Awards,     | Meilleur acteur de film de l'été                                | Chris Hemsworth (partagé avec Blanche-Neige et le Chasseur) | Lauréat    |
| Teen Choice Awards,     | Choice Movie – Science-fiction ou fantasy                       | The Avengers                                                | Nomination |
| Teen Choice Awards,     | Meilleur film de science-fiction ou de fantasy                  | Avengers                                                    | Nomination |
| Teen Choice Awards,     | Meilleur acteur dans un film de science-fiction ou de fantasy   | Robert Downey Jr., Chris Hemsworth                          | Nomination |
| Teen Choice Awards,     | Meilleure actrice dans un film de science-fiction ou de fantasy | Scarlett Johansson                                          | Nomination |
| Teen Choice Awards,     | Choice Movie Hissy Fit[Quoi ?]                                  | Mark Ruffalo                                                | Nomination |
| Teen Choice Awards,     | Meilleur « méchant »                                            | Tom Hiddleston                                              | Nomination |
| Teen Choice Awards,     | Scène voleur masculin                                           | Chris Evans                                                 | Nomination |
| Teen Choice Awards,     | Meilleur acteur de film de l'été                                | Robert Downey, Jr.                                          | Nomination |
| Teen Choice Awards,     | Meilleure actrice de film de l'été                              | Scarlett Johansson                                          | Nomination |

### Année 2013
| Cérémonie ou récompense | Catégorie / Récompense   | Nommé(es) / Lauréat(es)                             | Résultat   |
| ----------------------- | ------------------------ | --------------------------------------------------- | ---------- |
| Oscars                  | Meilleurs effets visuels | Janek Sirrs, Jeff White, Guy Williams et Dan Sudick | Nomination |

## Analyse